# Tiếng Bắc Sotho
| 0–20% 20–40% 40–60% |  | 60–80% 80–100% |

Phân phối tiếng Sesotho sa Leboa tại Nam Phi: tỷ lệ cư dân nói tiếng Sesotho sa Leboa tại nhà.

Tiếng Bắc Sotho, cũng được gọi là Pedi hay Sepedi (Sesotho sa Leboa theo tên tự gọi), là một ngôn ngữ chính thức của Nam Phi, và được 4.208.980 triệu người sử dụng (2001), tại các tỉnh Gauteng, Limpopo và Mpumalanga.

## Phân loại
Bắc Sotho là một ngôn ngữ thuộc Nhóm ngôn ngữ Bantu của Ngữ hệ Niger-Congo. Bắc Sotho có những nét riêng biệt bên trong nhóm ngôn ngữ Sotho. Như vậy, ngôn ngữ này có quan hệ gần gũi nhất với tiếng Tswana (Setswana), Lozi ("Silozi") và tiếng Sotho (Sesotho/Nam Sotho).

### Phần mềm
- Spell checker for OpenOffice.org and Mozilla Lưu trữ ngày 14 tháng 1 năm 2007 tại Wayback Machine, OpenOffice.org Lưu trữ ngày 24 tháng 3 năm 2007 tại Wayback Machine, Mozilla Firefox web-browser Lưu trữ ngày 10 tháng 2 năm 2007 tại Wayback Machine, and Mozilla Thunderbird email program Lưu trữ ngày 24 tháng 3 năm 2007 tại Wayback Machine in Northern Sotho
- Translate.org.za Lưu trữ ngày 14 tháng 1 năm 2007 tại Wayback Machine Project to translate Free and Open Source Software into all the official languages of South Africa including Northern Sotho
- Keyboard with extra Northern Sotho characters Lưu trữ ngày 6 tháng 1 năm 2007 tại Wayback Machine